# 吉武美佳
吉武 美佳（よしたけ みか、2003年4月20日 - ）は、日本の女子バレーボール選手である。

## 来歴
福岡県久留米市出身。両親や2人の兄の影響で、同町の木佐木小3年から「大木ジュニア」でバレーボールを始める。
2019年、大木中から金蘭会高等学校に進学。同年U18日本代表として世界U18選手権に出場した。2022年、全日本高等学校選手権大会（春高バレー）で3位となり、自身も優秀選手賞を受賞。
2021/22シーズン、V.LEAGUE DIVISION1 WOMEN（V1女子）に所属する久光スプリングスの内定選手となった。
2022年、高校卒業後に、久光スプリングスに入団した。同年7月、アジアU20選手権の日本代表に選出され、試合にも出場。金メダルを獲得した。
2022/23シーズンの2022年11月12日、V1女子のヴィクトリーナ姫路戦に途中出場し、Vリーグデビューを果たした。
2023-24シーズンより、久光スプリングスでの背番号が23から13に変更となった。

## 球歴
- ユース日本代表
  - アジアU20選手権 - 2022年
  - 世界U18選手権 - 2017年

## 所属チーム
- 金蘭会高等学校（2019-2022年）
- 久光スプリングス/SAGA久光スプリングス（2022年-）

## 受賞歴
- 2022年 - 全日本高等学校選手権大会 優秀選手賞